# Hylaeargia
Hylaeargia är ett släkte av trollsländor. Hylaeargia ingår i familjen dammflicksländor.
Kladogram enligt Catalogue of Life:
| Hylaeargia | \| \| Hylaeargia magnifica \| \| \| \| \| \| Hylaeargia simulatrix \| \| \| \| |
|            | \| \| Hylaeargia magnifica \| \| \| \| \| \| Hylaeargia simulatrix \| \| \| \| |
|            | Hylaeargia magnifica                                                           |
|            |                                                                                |
|            | Hylaeargia simulatrix                                                          |
|            |                                                                                |